# Грейпскерке
Грейпскерке (нід. Grijpskerke) — село в нідерландській провінції Зеландія. Входить до муніципалітету Вере.
Його площа — 16,82 км², а населення станом на 2021 рік становило 1420 осіб.
До 1966 року мало статус окремого муніципалітету.

## Галерея

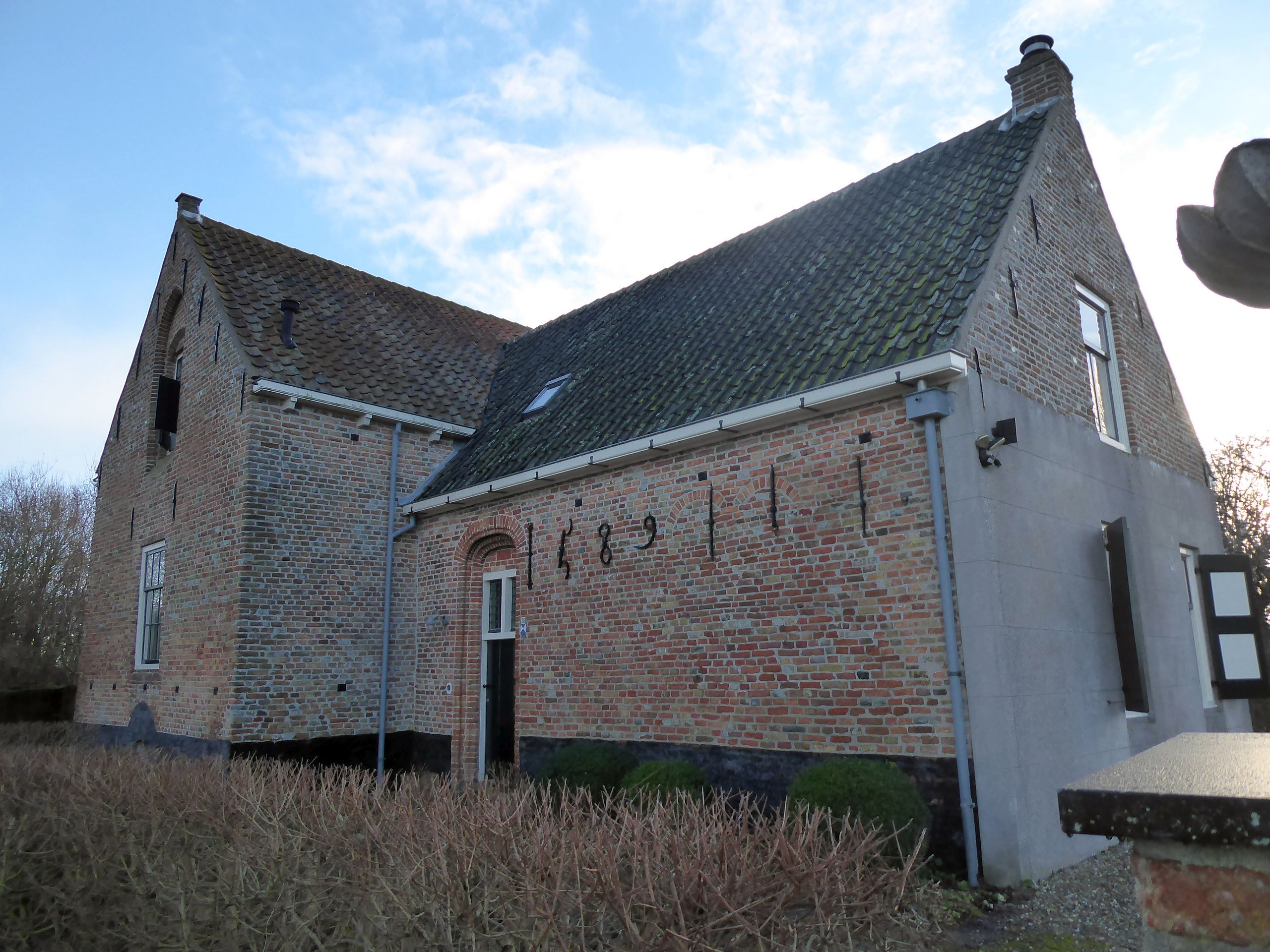
Ферма Wilhelimina's Oord з 1489 року
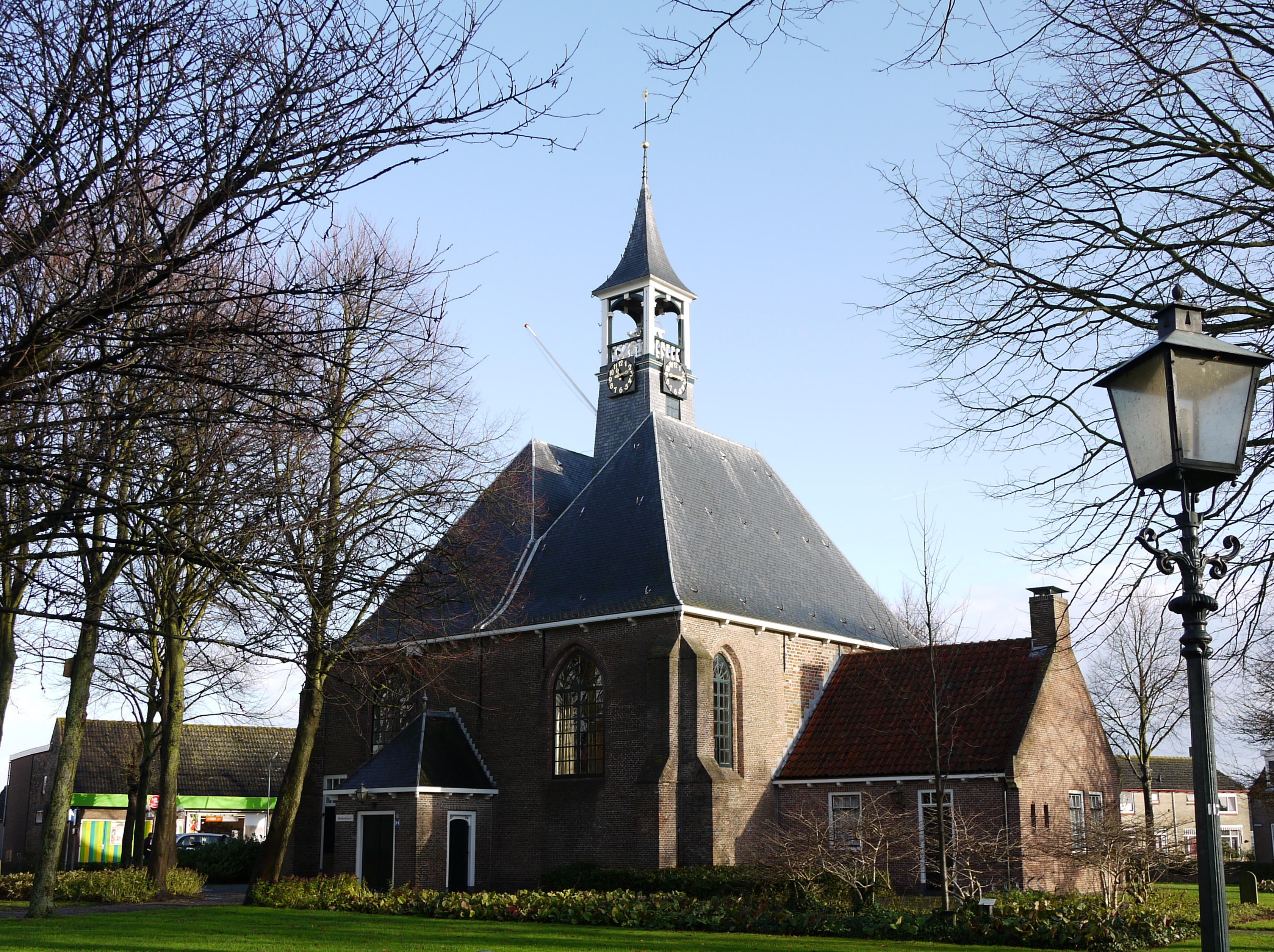
Реформістська церква
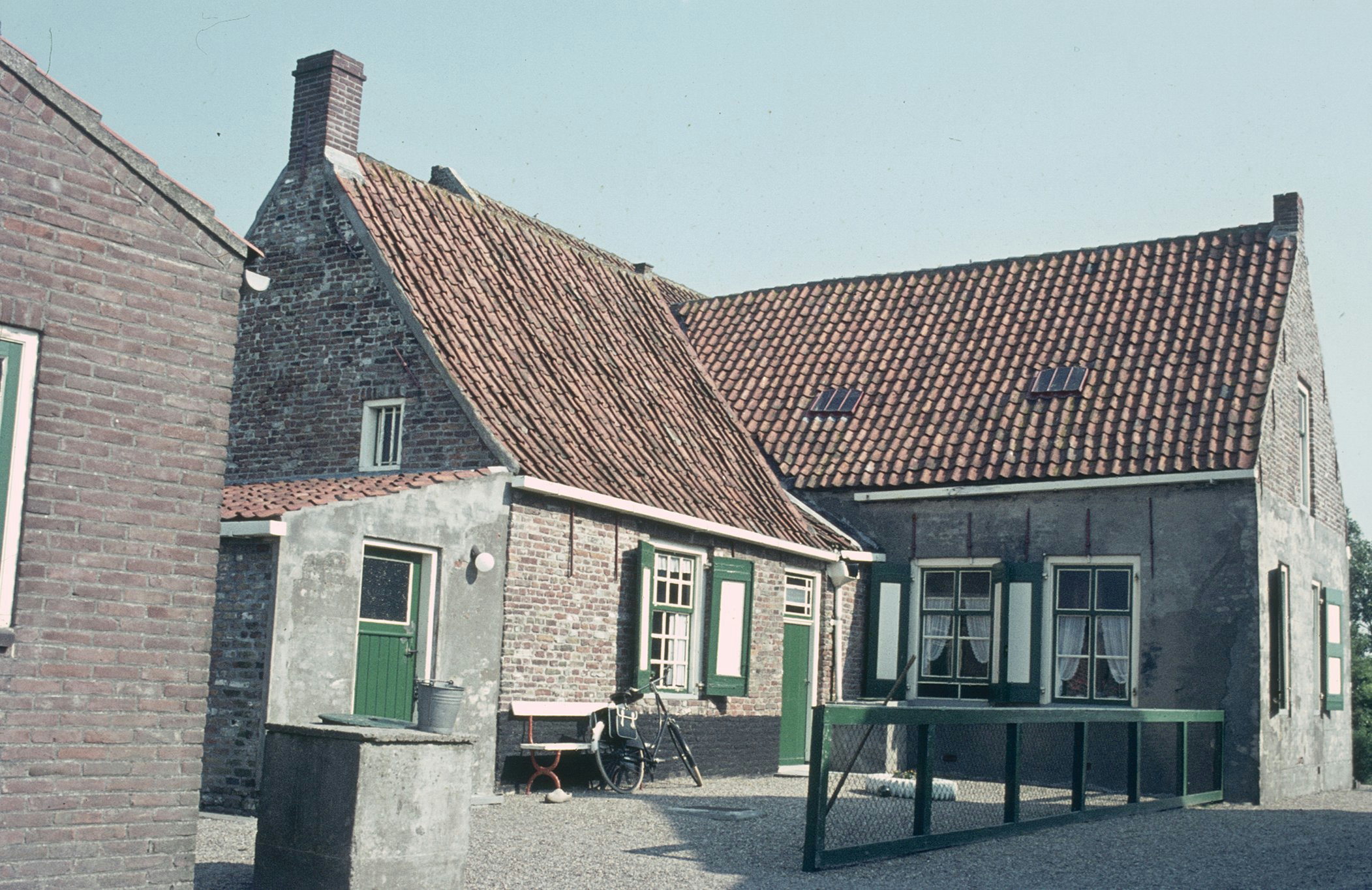
Ферма в селі
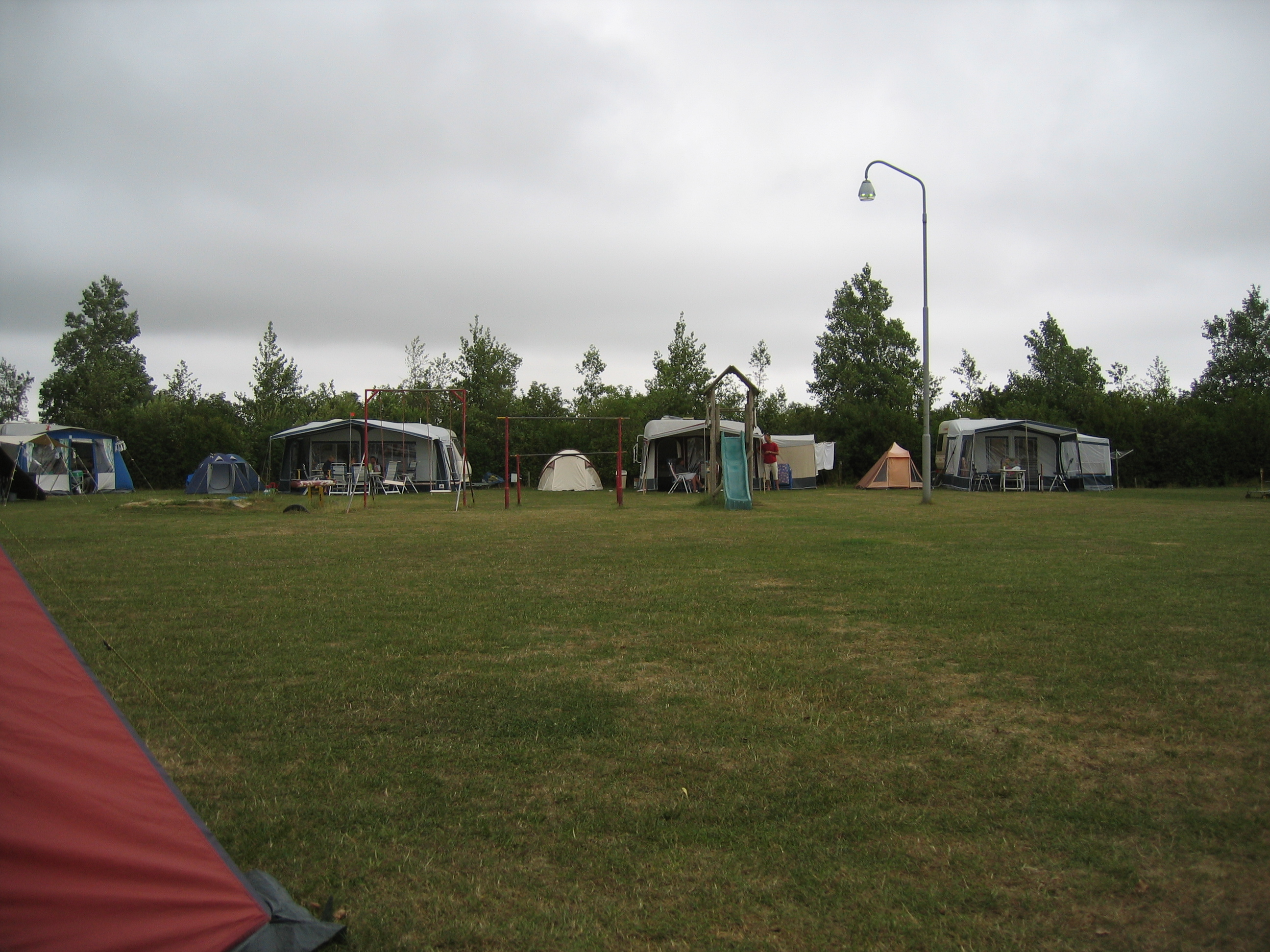
Кемпінг поблизу села